# Sphegina tenuifemorata
Sphegina tenuifemorata är en tvåvingeart som beskrevs av Mutin 1984. Sphegina tenuifemorata ingår i släktet midjeblomflugor, och familjen blomflugor. Inga underarter finns listade i Catalogue of Life.